# Villa Ca' Barbaro
Villa Ca' Barbaro, è un edificio storico rinascimentale situato nell'omonima località del comune di Baone, in provincia di Padova, all'estremità meridionale dei Colli Euganei e a circa 4 km a sud dal centro della capoluogo.
Il complesso, eretto sulle pendici del quasi oramai scomparso Montebuso, modesta altura collinare quasi del tutto erosa dall'attività estrattiva ora occupata dal Lago Azzurro, e nei pressi del Canale Bisatto, usato come collegamento dalle famiglie dell'entroterra veneziano con la capitale, è circondato da vigneti e comprende la villa rinascimentale e l'annesso maneggio.
Per attraversare il Canale Bisatto un antico ponte con cancellate in ferro battuto. Il canale è costeggiato dallo splendido anello ciclabile dei colli Euganei E2.

## Storia
Un precedente edificio sulla cima del Montebuso viene citato in un documento del 1373, indicato come una casa merlata, che Ziliolo q.Francesco de' Macaruffi e Giacomo suo figlio ebbero da Martino de' Macaruffi.
In epoca successiva si registra che l'area racchiusa tra il canale Bisatto e il colle di Montebuso fino all'Arzere del Vescovo faceva parte di un vasto latifondo che a metà del secolo XVI si estendeva per circa 690 campi padovani (266 ettari). Nel 1557 l'area risultava assegnata a messer Zuan Francesco Salamon, che alla morte la passò al figli Michele, e questi alla figlia Caterina, andata in sposa a Francesco Molin. Il figlio Filippo Francesco Molin, ivi nato nel 1612, sposò Cecilia Boldù ed estinte senza eredi le casate dei figli maschi, finì per lasciare la proprietà della villa divisa tra le figlie femmine: Caterina Molin (sposa di Daniele Barbaro) e Isabella Molin (sposa di Teodoro Correr). Per i debiti maturati dai Correr, la villa risultò infine assegnata ai Barbaro (secondo testamento di Isabella Molin del 1758). La notificazione governativa del 1800 sancisce l'avvenuta riunione del patrimonio, comprensivo della villa, nelle mani della famiglia Barbaro. La chiave di volta del ponte, commissionato e costruito da Isabella Molin, testimonia già questo passaggio, riportando lo stemma dei Barbaro e l'iscrizione "DANIELE VINCENZO ALVISE FRANCESCO - FRATELLI BARBARO - MDCCLXVII".
Ad inizio Novecento la Villa viene anche citata come Villa Breda, in quanto proprietà dell'Ing. Ernesto Breda, il quale l'aveva rilevata dalla famiglia Centanin. Un decreto ministeriale del 1935 indica la ditta Amalia e Luisa Breda (figlie del defunto Ernesto) come proprietarie dei fondi denominati "Ca' Barbaro", della estensione di 400 ettari, tra i comuni di Baone e Monselice. Negli anni '50 è proprietà della famiglia Frua De Angeli, eredi dei Breda.
L'escavazione del Montebuso per l'estrazione di scaglia, documentata dalla già citata notificazione del 1800, proseguì fino agli anni Settanta del XX secolo, arrivando a scavare in profondità fino alla creazione di un laghetto, e risparmiando solo la parte meridionale del colle per la presenza della Villa.
La villa all'inizio degli anni duemila fu al centro di un fatto di cronaca legato alla trasformazione dello stabile in una lussuosa casa di riposo, progetto che poi si rivelò una truffa perpetuata ai danni dell'allora proprietario, l'imprenditore estense Giuseppe Toniolo.
Da allora giace in stato di semiabbandono ed è stata oggetto di attenzione del Fondo Ambiente Italiano (FAI), inserita nella lista dei I Luoghi del Cuore atta a sensibilizzare il recupero del patrimonio architettonico.